# Linea alba
Linea alba är en bindvävsstruktur som sträcker sig hela längden av den raka magmuskeln (m. rectus abdominis) och löper från blygdbenet i bäckenet till bröstbenet och nedersta revbenen. Den förenar den högra och vänstra muskelbuken av den raka magmuskeln med varandra och håller dem på plats.
Innanför den raka magmuskeln finns den tvärgående magmuskeln (transversus abdominis), och de inre och yttre sneda magmusklerna (obliquus internus och externus abdominis). Som resten av kroppens bindväv består linea alba av kollagen- och elastinfibrer. Även om elastin ger bindväven ett visst mått av elasticitet är det en relativt oeftergivlig vävnad, till skillnad från muskelfibrer som kan dra ihop sig och på så sätt skapa kroppsrörelse, därigenom bidrar linea alba till att skapa stabilitet i buken och bålen. Rektusdiatas är ett bråck-tillstånd som kan drabba den vars linea abla blir uttöjd, antingen till följd av graviditet eller av andra orsaker som medfödda tillstånd.